# Psycho Holiday
Psycho Holiday è un singolo del gruppo musicale statunitense Pantera, il terzo estratto dal quinto album studio Cowboys from Hell, pubblicato nel 1990.

## La canzone
Psycho Holiday parla di un viaggio immaginario e tormentato dovuto all'ubriachezza e all'uso eccessivo di stupefacenti. Carica di parole forti e immediate, Psycho Holiday presenta subito i potentissimi riff di chitarra soliti dello stile del chitarrista Dimebag Darrell. Inoltre Phil Anselmo può mettere in mostra tutta la sua estensione vocale, passando velocemente da note basse a note acute col minimo sforzo. Efficace anche l'accompagnamento di base del batterista Vinnie Paul e del bassista Rex Brown.